# Ковальов Федір Власович
Федір Власович Ковальо́в (нар. 23 лютого 1919, Новоіванівка — пом. 8 лютого 1988, Ворошиловград) — український радянський художник, мистецтвознавець і педагог; член Спілки радянських художників України з 1960 року.

## Біографія
Народився 23 лютого 1919 року в селі Новоіванівці (нині Донецький район Донецької області, Україна). З листопада 1939 року служив у Червоній армії. Брав участь у німецько-радянській війні. Мав військове звання лейтенанта. Під час служби малював для армійських газет. Нагороджений орденом Вітчизняної війни ІІ ступеня (6 квітня 1985). Член КПРС.
1949 року закінчив Ворошиловградське художнє училище, був учнем Мойсея Вольштейна; упродовж 1949—1955 років навчався на факультеті історії і теорії мистецтв Інституту живопису, скульптури та архітектури імені Іллі Рєпіна у Ленінграді. Одночасно у 1949—1951 роках працював директором Ворошиловградської дитячої художньої школи, а у 1951—1958 роках — Ворошиловградського художнього училища
Протягом 1961—1963 років очолював Луганську організацію Спілки художників України; у 1960-ті роки читав курс лекцій у Київському художньому інституті. Жив у Ворошиловграді в будинку на кварталі Шевченка, № 35, квартира № 34. Помер у Ворошиловграді 8 лютого 1988 року.

## Творчість
Працював в галузі мистецтвознавства, художньої критики, станкового живопису (створював пейзажі, портрети, натюрморти, тематичні картини у реалістичному стилі) і графіки. Серед робіт:
живопис
- «Портрет батька» (1948);
- «Жіночий портрет» (1952);
- «Натюрморт з кавуном» (1958);
- «На виставці» (1959);
- «Ранок» (1960; варіант — 1977);
- «У новому кварталі» (1964);
- «Троянди і шипшина» (1964, темпера);
- «Підсніжники» (1965, темпера);
- «Бульденеж» (1965, полотно, олія);
- «Луганщина. Річка Айдар» (1967);
- «Пам'ять народна» («Гостра могила», 1967—1968);
- «Кулеметник А. Єфремов» (1968);
- «Хліб» (1968);
- «Дружинник» (1969);
- «Свято врожаю» (1969);
- «Сади квітнуть» (1969);
- «Пейзаж з річкою. Седнів» (1970);
- «Блакитний розлив» (1973, варіант — 1983);
- «Натюрморт з лимонами» (1973);
- «Вшанування героя» (1974);
- «На місці поєдинку. 1941 рік» (1975);
- «Подарунки» (1975);
- «Тарас Шевченко» (1976);
- «Весна» (1977);
- триптих «Радгосп-комбінат „Кременський“» (1978);
- «Натюрморт з грибами» (1978);
- «Зима. Перший сніг» (1979);
- «Червоні маки» (1980);
- «Березовий гай» (1980);
- «На Волзі» (1982);

графіка
- «Старий двір» (1952, акварель);
- «Портрет луганського більшовика А. С. Семенова» (1958, соус);
- серія «Луганськ будується» (1963—1965, ліногравюри);
- «Новобудови» (1964, акварель);
- «Натюрморт. Дині і сливи» (1966, акварель);
- «Дбайливі шефи» (1967, фломастер, акварель);

Автор книг:
- «Викладання рисунка у світлі системи Чистякова» (Ленінград, 1955);
- «Василь Харлампійович Федченко» (Луганськ, 1959);
- «Золотое сечение в живописи» (Київ, 1989; навчальний посібник).

Писав статті в журналах «Творчество» (1959, № 1 — «Про пропаганду мистецтва»; № 6), «Донбас» (1960, № 5 — «Творчий екзамен. У художників Луганщини»).
Брав участь у виставках з 1960 року. Персональні виставки його натюрмортів відбулися у Ворошиловграді у 1969 та 1983 роках.

## У мистецтві
Портрети художника написали Мойсей Вольшьейн у 1954 році та Микола Неклюєнко у 1969 році.